# هنری کرایتون اسکلتر
هنری کرایتون اسکلتر (انگلیسی: Henry Sclater; ۵ نوامبر ۱۸۵۵ – ۲۶ سپتامبر ۱۹۲۳) فرد نظامی اهل پادشاهی متحد بریتانیای کبیر و ایرلند بود. وی همچنین برندهٔ جوایزی همچون نشان حمام و نشان امپراتوری بریتانیا شده‌است.